# Achtopol
Achtopol (Bulgaars: Ахтопол, Grieks: Αγαθούπολη) is een stad en een badplaats in de Bulgaarse gemeente Tsarevo, oblast Boergas. Achtopol ligt in het zuidoostelijke deel van de oblast Boergas, niet ver van de Turkse grens. De stad ligt ongeveer 76 km ten zuidoosten van de provinciehoofdstad Boergas.

## Geschiedenis
Er was al sprake van bewoning vanaf het 6e millennium v.Chr. De stad is rond 440 v.Chr. gesticht door de stadstaat Athene. In de 4e eeuw v.Chr. stond de stad bekend als Agathopolis. Ook zijn de namen Aulaeutichus en Buaticum overgeleverd, waarvan die laatste overigens niet aannemelijk is. Er zijn in Agathopolis diverse vondsten gedaan uit zowel de Griekse als de Romeinse periode. Onder het Byzantijnse Rijk was Agathopolis een keizerlijke haven.
De stad is herbouwd door de Byzantijnse generaal Agathon, en het verhaal gaat dat de stad naar hem genoemd is.
In 1362 werd Ahtopol veroverd door het Ottomaanse Rijk. In 1913 kwam de stad in Bulgarije te liggen.

## Bevolking
Op 31 december 2020 telde de plaats 1.208 inwoners. In 2001 telde Achtopol nog 1.288 inwoners. Dit komt overeen met een gemiddelde bevolkingsgroei van -0,64% per jaar (voor de periode 2001-2011). 
| Bevolkingsontwikkeling tussen 1920 en 2020          |
| --------------------------------------------------- |
|                                                     |
| Bron: Nationaal Statistisch Instituut van Bulgarije |

Achtopol heeft een gemengde bevolkingssamenstelling. Kort voor de Balkanoorlogen (1912-1913) woonden er hoofdzakelijk etnische Grieken in Achtopol, toen nog Achtòpolis geheten. Vanwege de Balkanoorlogen vertrokken de Grieken bijna allemaal naar Griekenland, terwijl grote aantallen Bulgaarse vluchtelingen uit Oost-Thracië (met name Pınarhisar) daarvoor in de plaats kwamen. Volgens de volkstelling van 2011 wonen er tegenwoordig vooral etnische Bulgaren en Roma in de stad. In de optionele volkstelling van 2011 identificeerden 934 van de 1.255 ondervraagden zichzelf als etnische Bulgaren, oftewel 74% van alle ondervraagden. De overige ondervraagden waren vooral etnische Roma (311 personen, oftewel 25%) en Turken (3 personen, oftewel 0,2%).
| Etnische samenstelling van de respondenten (2011) | Etnische samenstelling van de respondenten (2011) | Etnische samenstelling van de respondenten (2011) | Etnische samenstelling van de respondenten (2011) | Etnische samenstelling van de respondenten (2011) |
| ------------------------------------------------- | ------------------------------------------------- | ------------------------------------------------- | ------------------------------------------------- | ------------------------------------------------- |
|                                                   |                                                   |                                                   |                                                   |                                                   |
| Bulgaren                                          | Bulgaren                                          |                                                   | 74,42%                                            | 74,42%                                            |
| Turken                                            | Turken                                            |                                                   | 0,24%                                             | 0,24%                                             |
| Roma                                              | Roma                                              |                                                   | 24,78%                                            | 24,78%                                            |
| Anders/Onbekend                                   | Anders/Onbekend                                   |                                                   | 0,56%                                             | 0,56%                                             |